# (30836) Schnittke
(30836) Schnittke (1991 AU2) – planetoida z pasa głównego asteroid okrążająca Słońce w ciągu 3,86 lat w średniej odległości 2,46 j.a. Odkryta 15 stycznia 1991 roku.